# Метод статистичної лінеаризації
Ме́тод статисти́чної лінеариза́ції  — метод, що полягає в заміні нелінійних характеристик елементів систем автоматичного керування (САК) лінійною залежністю, еквівалентною в значенні наближення перших двох моментів закону розподілу вхідних координат.
Сутність методу полягає в тому, що нелінійна залежність
{\displaystyle \!Z(t)=F\left[X(t)\right]\,\,\,(1)}

зв'язуюча вхідну {\displaystyle \!X(t)} і вихідну {\displaystyle \!Z(t)} випадкові змінні деякого елемента САК замінюється лінійною функцією вигляду 
{\displaystyle \!Z{}_{1}(t)=a(t)\left[X(t)-{\overline {x}}(t)\right]+b(t)\,\,\,\,\,\,\,\,\,\,(2)}
де {\displaystyle \!{\overline {x}}(t)}— математичне сподівання випадкової величини {\displaystyle \!X(t)}, {\displaystyle \!a(t)} і {\displaystyle \!b(t)} — деякі невідомі (не випадкові) функції, які визначаються так, щоб {\displaystyle \!Z{}_{1}(t)} найкращим чином апроксимувала {\displaystyle \!Z(t)} у вищезгаданому значенні. Для збігу перших моментів (математичних сподівань) необхідне виконання рівності
{\displaystyle \!b(t)=M\{F\left[X(t)\right]\}\,\,\,\,\,\,\,\,\,\,\,(3)}
Функцію {\displaystyle \!a(t)} визначають з умов наближення других моментів різними способами:
- 1) З умови рівності дисперсій {\displaystyle \!Z(t)} і {\displaystyle \!Z{}_{1}(t)} (функція {\displaystyle \!a(t)}тут позначається {\displaystyle \!a_{1}(t)}: {\displaystyle \!\mathop {\sigma } _{x}^{2}(t)\cdot \mathop {a} _{1}^{2}(t)=\mathop {\sigma } _{z}^{2}(t)}, тобто

{\displaystyle \!a{}_{1}(t)=\pm {\frac {\sigma {}_{z}(t)}{\sigma {}_{x}(t)}}.\,\,\,\,\,\,\,\,\,\,\,(4)}

де знак в правій частині рівності повинен бути вибраний так, щоб характер зміни функцій {\displaystyle \!Z(t)} і {\displaystyle \!Z{}_{1}(t)} був однаковим (наприклад, якщо {\displaystyle \!Z(t)=X^{3}(t)}, то повинен бути узятий «+», а якщо {\displaystyle \!Z(t)=-sign\,X(t)}, то повинен бути узятий «—»).
- 2) З умови мінімуму дисперсії різниці {\displaystyle \!\left[Z(t)-Z{}_{1}(t)\right]} (тут функція {\displaystyle \!a(t)}позначена {\displaystyle \!a_{2}(t)}):

{\displaystyle \!\min \,D\,\{F[X(t)]-a_{2}(t)[X(t)-{\overline {x}}(t)]-b(t)\}.\,\,\,\,\,\,\,\,\,\,\,\,(5)}

Обчисливши значення дисперсії в (5) і мінімізувавши отриманий вираз по {\displaystyle \!a_{2}(t)} відомими методами, отримаємо
{\displaystyle \!a_{2}(t)={\frac {k{}_{xz}(t)}{\mathop {\sigma } _{x}^{2}(t)}},\,\,\,\,\,\,\,\,\,\,\,(6)}
де {\displaystyle \!k{}_{xz}} — кореляційний момент {\displaystyle \!X(t)} і {\displaystyle \!Z(t)}. Функції {\displaystyle \!a_{1}(t)} і {\displaystyle \!a_{2}(t)}, природно, не збігаються між собою і не можуть бути вказані загальні міркування на користь того або іншого способу визначення {\displaystyle \!a(t)}. Виходячи з досвіду практичних розрахунків, рекомендується як {\displaystyle \!a(t)} брати напівсуму {\displaystyle \!a{}_{1}(t)} і {\displaystyle \!a{}_{2}(t)}:
{\displaystyle \!a(t)={\frac {1}{2}}[a_{1}(t)+a_{2}(t)].\,\,\,\,\,\,\,\,\,(7)}

Для обчислення виразів (3), (4), (6) необхідно мати закон розподілу (густина ймовірності) {\displaystyle \!f(x)} ординати випадкової функції {\displaystyle \!X(t)} у момент {\displaystyle \!t}. Тоді за загальними формулами для математичного сподівання можна визначити
{\displaystyle \!b(t)={\overline {z}}(t)=\int \limits _{-\infty }^{+\infty }{F(x)}\,f(x)\,dx;\,\,\,\,\,\,\,\,\,(8)}
{\displaystyle \!\mathop {\sigma } _{x}^{2}(t)=\int \limits _{-\infty }^{+\infty }{F^{2}(x)}\,f(x)\,dx-{\overline {z^{2}}}(t);\,\,\,\,\,\,\,\,\,(9)}

і

{\displaystyle \!k{}_{xz}(t)=\int \limits _{-\infty }^{+\infty }{xF(x)}\,f(x)\,dx-{\overline {x}}(t){\overline {z}}(t).\,\,\,\,\,\,\,\,\,(10)}
Тут {\displaystyle \!f(x)} для нестаціонарних процесів {\displaystyle \!X(t)} залежить від {\displaystyle \!t} як від параметра.
Метод застосовний і для нелінійних систем із зворотним зв'язком. В цьому випадку аргументом характеристики нелінійної ланки буде не вхідна функція {\displaystyle \!X(t)}, а сума {\displaystyle \!X(t)+Y(t)} вхідної і вихідної функцій, а лінеаризувати належить {\displaystyle \!F\left[X(t)+Y(t)\right]\,}.
Формально і тут можна покласти
{\displaystyle \!F\left[X(t)+Y(t)\right]\,=a(t)[\left[X(t)+Y(t)\right]]+b(t).\,\,\,\,\,\,\,\,\,\,(11)}
Для визначення {\displaystyle \!a(t)}і {\displaystyle \!b(t)} тут, окрім закону розподілу {\displaystyle \!f(x)} необхідно мати також закон розподілу суми {\displaystyle \!X(t)+Y(t)}.
Оскільки параметри {\displaystyle \!Y(t)} невідомі, то звичайно при розрахунках вважають, що сума {\displaystyle \!X(t)+Y(t)} задовольняє нормальному закону розподілу. Це припущення виправдано лише в тому і лише у тому випадку, коли в замкнутому контурі міститься лінійна інерційна ланка з великою сталою часу. Тоді, як відомо, розподіл вихідної координати {\displaystyle \!Y(t)} наближається до нормального навіть при значних відмінностях закону розподілу на вході інерційного елемента від нормального.